# ترنووا (ناحیه پراگ-غرب)
ترنووا (به چکی: Trnová) یک منطقهٔ مسکونی در جمهوری چک است که در ناحیه پراگ-غرب واقع شده‌است. ترنووا ۴٫۲۷ کیلومتر مربع مساحت و ۲۴۳ نفر جمعیت دارد و ۳۴۰ متر بالاتر از سطح دریا واقع شده‌است.